# Sárga galóca
A sárga galóca (Amanita gemmata) a kalaposgombák (Agaricales) rendjébe tartozó galócafélék (Amanitaceae) családjába, annak Amanita nemzetségébe tartozó gombafaj. A fiatal példányt teljes burok borítja, amely a gomba növekedésével felreped, maradványai azonban a kifejlett gomba tönkjének tövén (bocskor, gallér) és gyakran kalapján is látszanak.

## Jellemzői
Kalapja 4–8 cm átmérőjű, de előfordulhatnak akár 10–12 cm átmérőjűek is. A kalap húsa vékony, törékeny. Alakja eleinte félgömb alakú, később domborúvá válik, majd kiterülő; felszíne sima, széle bordás. Színe többé-kevésbé élénksárga vagy okkersárga, a széle felé lehet világosabb, apró, fehér burokmaradványokkal.
Lemezei fehéresek, közepesen sűrűn állnak, a tönköt nem érintik.
Fehér színű tönkje 5–10 cm hosszú 0,8–1 cm vastag, hengeres, üreges, puha, alján ovális gumó található, esetleg gyökerező, a kalap alatt szemcsés, másutt sima.
Gallérja fehér, múlékony, néha hiányozhat, ilyenkor csak gallérzóna látszik. A burok maradványai több szabálytalan gyűrűt alkotnak a gumó felső részén, igazi bocskora nincs. A gomba húsa törékeny, fehér, a kalapbőr alatt lehet sárgás is. Spórapora fehér; spórái oválisak, (8)-10-12 × (6)-7-(9) µm átmérőjűek.

### Előfordulása
Melegkedvelő faj, lomb- és fenyőerdőben egyaránt előfordul. Elterjedt, de nem gyakori, tavasztól kora őszig található meg.

## Mérgezése
Gyanús faj, valószínűleg enyhén mérgező, hallucinogén hatású.

## Hasonló fajok
Összetéveszthető a citromsárga kalapú, nagyobb termetű, fejlett peremes gumójú citromgalócával (Amanita citrina), de a sárga galóca sosem citromsárga.

## Galéria

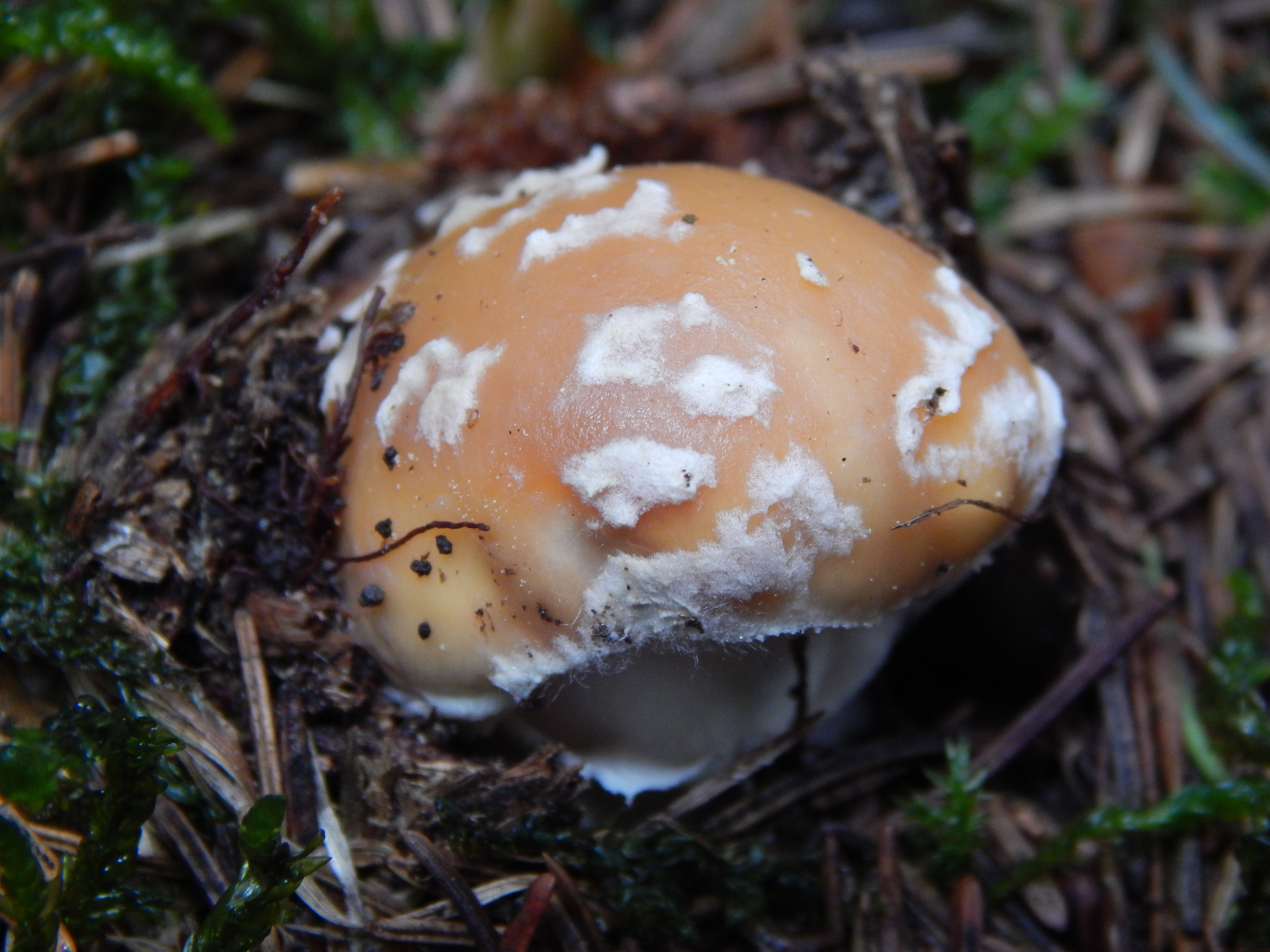
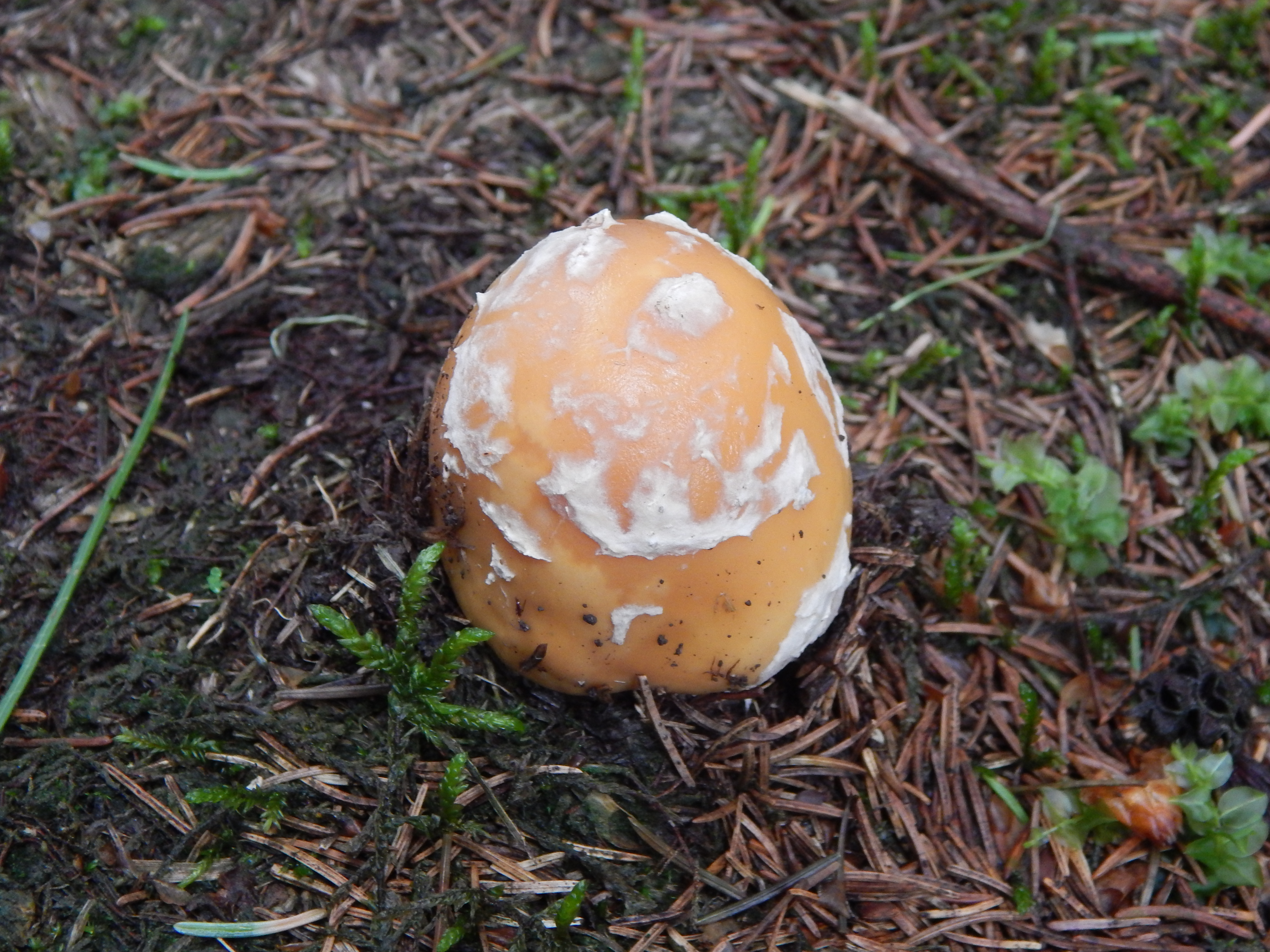
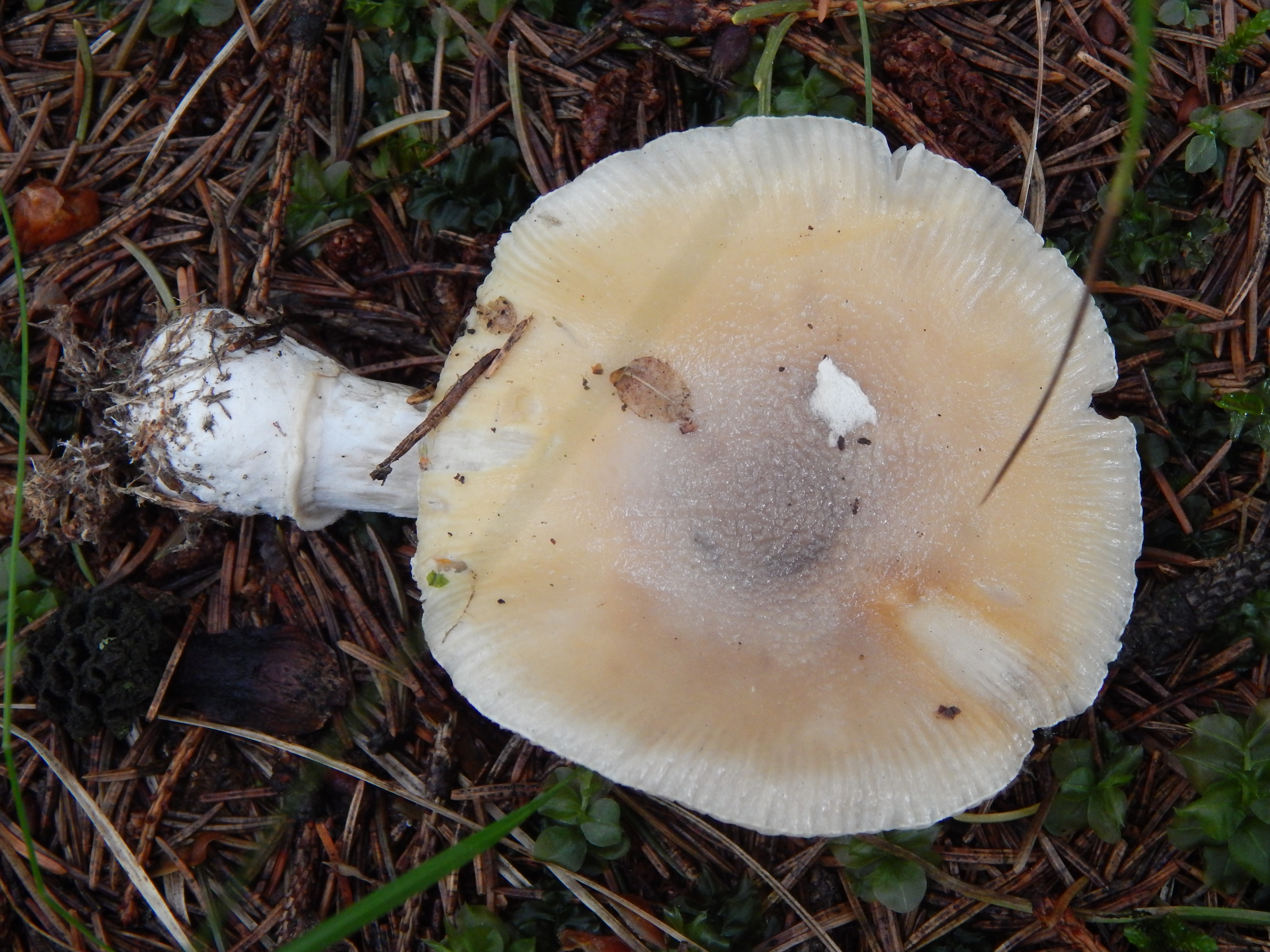